# Мала Фуча
Мала Фуча е село в Западна България. То се намира в община Бобов дол, област Кюстендил.

## География
Село Мала Фуча се намира в полите на Конявската планина и по-точно под югозападната част на връх Колош, в близост до село Голема Фуча, но на по-малка височина.
Мала Фуча се намира в малка котловина, на 6 – 7 км от Бобов дол, 21 – 22 км от Дупница и около 35 км от Кюстендил.
Оградена е от юг, запад, и север от хълмове, обрасли с габър и дъб. Навътре в диплите на планината има и букова гора. Дори има местност наречена „Буката“, където расте само бук. Преди около 60 години покрай селото се засаждат иглолистни дървета.
Само на изток селото е открито, като от тази страна тече местната река. Поради това си разположение селото е защитено от ветрове.

## История
Съществува хипотезата, че в миналото на това място е имало воден басейн, тъй като в планината се намират черупки на морски охлювчета.

### Легенди
За селото има няколко легенди.
- Някога в района на село Бабино живяла една вдовица с децата си. На най-големите ѝ двама синове им казвали „Фучите“. Оженила ги майка им, дала им по двайсет овце и ги изпратила да живеят на ергеците – големият в полите на „Колош“, а малкия в подножието на нашия балкан, до реката. Така от семейството на малкия Фуча възникнало селището.

- Друга, по-вероятна, легенда е името на селото да идва от турската дума fici – фучия, което значи бъчва. Заобиколено от три страни с баири, то действително прилича на бъчва, или по-скоро на яма, образувана при изваждане от земята на грамадна бъчва.

- Още една легенда е, че някога от Злокучане, по време на османската власт избягали двама братя, преследвани от турците. Единият от тях отишъл под „Колош“ и създал Голема Фуча, а другият създал Мала Фуча.

- Сред местните съществуват предположения, че първопоселникът и създател на селото може да е някой потомък на някои от разбитите, посечени и разпръснати въстаници от Македония и Кюстендилско от въстанието през 1689 г.

## Културни и природни забележителности
Има три църкви от турско време. Една се намира в центъра на селото, втората е недостроена, а третата е на една планина, на която някога са се правили събори.

## Редовни събития
В селото се провеждат два събора:
- Събор – провежда се в средата на юни
- Събор – провежда се в началото на септември, повечето пъти е на 6 септември.